# Adrastea (satèl·lit)
Adrastea és el segon satèl·lit de Júpiter per ordre de distància al planeta. Forma part del grup d'Amaltea. Va ser descobert en les fotografies preses per la sonda espacial Voyager 2 el 1979 i va rebre la designació provisional S/1979 J 1 (IAUC 3454) després de la publicació del descobriment en la revista Science (vol. 206, p. 951, 23 de novembre de 1979). El 1983 va prendre oficialment el nom de la nimfa Adrastea, que va rebre l'encàrrec de criar a Zeus. També es coneix amb el nom de Júpiter XV.
Va ser el primer satèl·lit a ser descobert a través de les imatges preses per una sonda espacial en lloc de ser trobada a partir de fotografies fetes amb un telescopi.
Adrastea es troba dins del principal anell de Júpiter i pot ser la font de part del seu material. La seva òrbita es troba dins del radi de l'òrbita síncrona del planeta, pel que les forces de marea causen un lent descens en la seva altura orbital. Encara que també es troba dins del límit de Roche de Júpiter, és prou petita perquè les forces de marea no provoquin la seva destrucció.